# Shani Tarashaj
Shani Tarashaj (* 7. února 1995) je švýcarský fotbalový útočník a mládežnický reprezentant albánského původu, který v současnosti hraje za anglický klub Everton FC.